# Биохимический анализ крови

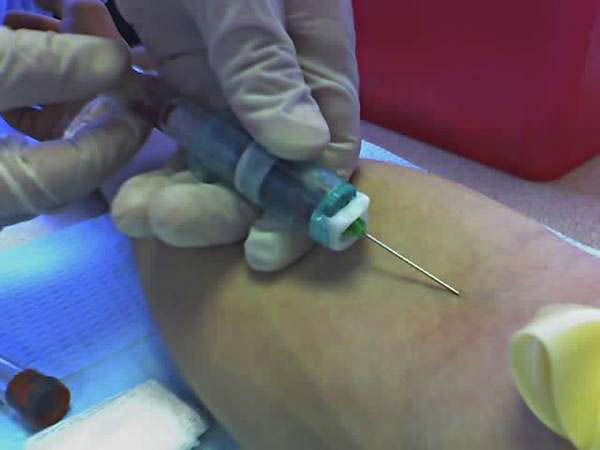
Процедура венепункции и забора крови для биохимического анализа из вены локтевого сгиба

Биохимический анализ крови — метод лабораторной диагностики, который позволяет оценить работу внутренних органов (печень, почки, поджелудочная железа, желчный пузырь и др.), получить информацию о метаболизме (обмен липидов, белков, углеводов), выяснить потребность в микроэлементах.

## Показания к проведению
- Контроль состояния здоровья (не реже 1 раза в год). Надо следить за тем, чтобы в течение года общее количество взятой крови у человека, в том числе и в диагностических целях, не превышало скорость образования эритроцитов.
- Перенесенные инфекционные или соматические заболевания.

## Проведение анализа
Перед проведением биохимического анализа крови человека выполняются необходимые подготовительные действия. На руку выше локтя накладывается специальный жгут. Место забора крови предварительно обрабатывается антисептиком для предотвращения инфицирования. В вену вводится игла, и после наполнения локтевой вены кровью, осуществляется забор крови. При невозможности выполнить забор крови из локтевой вены забор крови осуществляется из других вен доступных для осмотра и фиксации. Кровь переливается в пробирку и отправляется с направлением в биохимическую лабораторию.

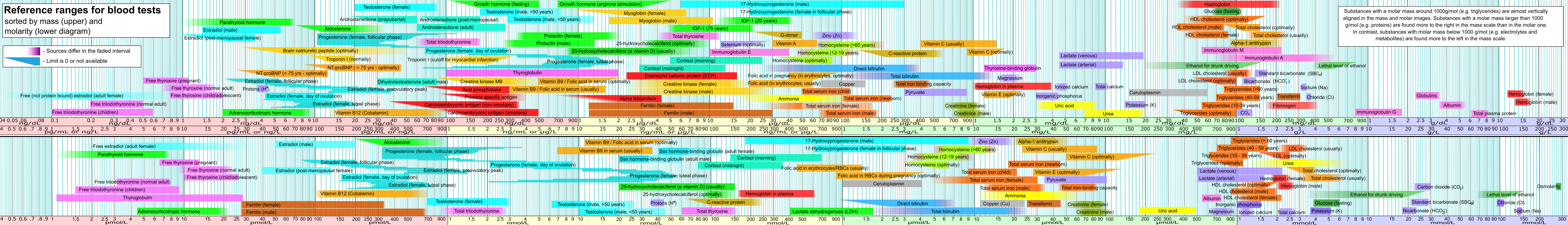
Нормальные (референсные) значения биохимических показателей крови взрослого человека.

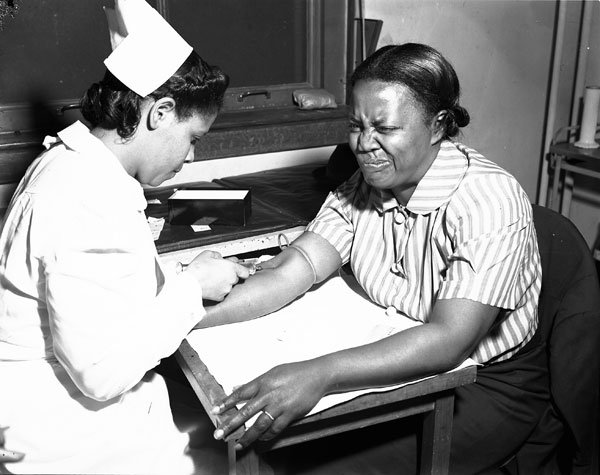
Забор крови шприцем (1941 г.)

## Результаты анализа

### Параметры
- Глюкоза («сахар в крови») — норма 3,33—5,55 миллимолей на литр (из пальца). Повышенный уровень глюкозы свидетельствует об угрозе сахарного диабета или нарушении толерантности к глюкозе, что требует консультации эндокринолога.
- Мочевина — допустимое значение 2,5—8,3 миллимолей на литр. Превышение указанного показателя говорит о недостаточной выделительной работе почек и нарушении фильтрации. Нарастание содержания мочевины в крови до 16—20 ммоль/л (в расчете на азот мочевины) классифицируется как нарушение функции почек средней тяжести, до 35 ммоль/л — как тяжелое; свыше 50 ммоль/л — очень тяжелое, с неблагоприятным прогнозом. При острой почечной недостаточности концентрация мочевины в крови может достигать 50—83 ммоль/л.[1]
- Остаточный азот крови (небелковый азот крови) — азот веществ, остающихся после удаления белков плазмы крови. Остаточный азот состоит из азота мочевины (50 %), азота аминокислот (25 %), мочевой кислоты (4 %), креатина (5 %), креатинина (2,5 %), эрготианина (8 %), аммиака и индикана (0,5 %); 5 % азота содержится в полипептидах, глутатионе, билирубине и других небелковых соединениях. В норме содержание остаточного азота в сыворотке крови колеблется от 14,3 до 28,6 ммоль/л.
- Креатинин рассматривается в комплексе с мочевиной. Норма креатинина — 44—106 микромолей на литр. Как и мочевина, креатинин говорит о работе почек.
- Общие липиды — содержание в крови 4—8 г/л.
- Холестерин или холестерол — органическое соединение, природный жирный (липофильный) спирт, содержащийся в клеточных мембранах всех животных организмов.

При анализе биохимии крови уровень холестерина отражён в следующих параметрах: общий холестерин, холестерин-ЛПНП (липопротеины низкой плотности, LDL), холестерин-ЛПВП (липопротеины высокой плотности, HDL), триглицериды.
Норма общего холестерина от 3,6 ммоль/л до 7,8 ммоль/л, рекомендуемый уровень холестерина < 5 ммоль/л. Высокий уровень холестерина сигнализирует об угрозе атеросклероза.
- Холестерин-ЛПНП — липопротеины низкой плотности, LDL, «плохой холестерол». 
Норма для мужчин — 2,02—4,79 ммоль/л, для женщин 1,92—4,51 ммоль/л. Как правило, чем меньше, тем лучше.
- Холестерин-ЛПВП — липопротеины высокой плотности, HDL, «хороший холестерол». 
Норма для мужчин — 0,72—1,63 ммоль/л, для женщин 0,86—2,28 ммоль/л. Как правило, чем больше, тем лучше.
- Коэффициент атерогенности (Ка) — расчётный показатель степени риска развития атеросклероза у человека. Вычисляется по формуле: {\displaystyle Ka={\frac {H-HDL}{HDL}}}, где H — общий холестерин, HDL — холестерин-ЛПВП. Норма — не больше 3.
- Триглицериды — природные органические соединения, полные сложные эфиры глицерина и одноосновных жирных кислот; входят в класс липидов. В живых организмах выполняют структурную, энергетическую и др. функции.

Нормы сильно зависят от возраста и пола. Уровень триглицеридов измеряется в ммоль/л.
| Возраст   | Мужчины   | Женщины    |
| --------- | --------- | ---------- |
| до 10     | 0,34—1,13 | 0,40—1,24  |
| 10—15 лет | 0,36—1,41 | 0,42—1,48  |
| 15—20 лет | 0,45—1,81 | 0,40—1,53  |
| 20—25 лет | 0,50—2,27 | 0,41—1,48  |
| 25—30 лет | 0,52—2,81 | 0,42—1,63  |
| 30—35 лет | 0,56—3,01 | 0,44—1,70  |
| 35—40 лет | 0,61—3,62 | 0,45—1,99  |
| 40—45 лет | 0,62—3,61 | 0,51—2,16  |
| 45—50 лет | 0,65—3,70 | 0,52—2,42  |
| 50—55 лет | 0,65—3,61 | 0,59—2,63  |
| 55—60 лет | 0,65—3,23 | 0,62 −2,96 |
| 60—65 лет | 0,65—3,29 | 0,63—2,70  |
| 65—70 лет | 0,62—2,94 | 0,68—2,71  |

- Фосфолипиды — содержание в крови 2,52—2,91 ммоль/л. Повышение наблюдается в тех же случаях, что и ТАГ.
- Общий билирубин — является продуктом распада гемоглобина, в норме содержание в крови 8,5—20,55 мкмоль/литр. Знать уровень билирубина важно, поскольку повышение его уровня выше 27 мкмоль/л сопровождается появлением желтухи.
- Общий белок — определяет уровень белка в сыворотке крови. При недостаточном питании, истощении, уровень белка резко понижается. Уровень белка повышается при заболеваниях печени.

Его норма:
| Возраст        | грамм на литр |
| -------------- | ------------- |
| новорождённые  | 48—73         |
| до года        | 47—72         |
| от 1 до 4 лет  | 61—75         |
| от 5 до 7 лет  | 52—78         |
| от 8 до 15 лет | 58—76         |
| взрослые       | 65—85         |

- Альбумин — основной белок плазмы крови, его содержание в сыворотке крови составляет около 60 % общего белка. Синтезируется в печени. Онкотическое давление плазмы крови на 65—80 % обусловлено альбумином. Выполняет важную функцию по транспортировке многих биологически активных веществ, в частности, гормонов. А также связывавается с холестерином, билирубином, кальцием, различными лекарственными веществами. Содержание в крови от 35 до 50 г/л. Повышается при дегидратации, снижается при недостаточном поступлении белка с пищей, заболеваниях ЖКТ, хронических заболеваниях почек, ожогах, травмах, беременности.
- АсАт (АСТ, аспартатаминотрансфераза) — фермент, используемый для оценки функции сердца. Содержание в крови 10—38 МЕ/л. Повышается уровень АсАт при инфаркте миокарда, поражениях сердечной и соматической мускулатуры.
- АлАт (АЛТ, аланинаминотрансфераза) — фермент используемый для оценки функции печени. Содержание в крови 7—41 МЕ/л, повышение его уровня — говорит о заболеваниях печени.
- Липаза — фермент секретируемый в основном поджелудочной железой. Его уровень в крови повышается при воспалении/повреждении поджелудочной железы.
- Амилаза — фермент секретируемый в основном поджелудочной железой и слюнными железами. Его уровень в крови повышается при воспалении/повреждении поджелудочной железы.
- Гамма-ГТП — Гамма-глутамилтранспептидаза, фермент используемый для оценки функции печени. Норма: у мужчин — 15—106 мкмоль/л, у женщин — 10—66 мкмоль/л.
- Антистрептолизин-О — АСЛ-О представляет собой антитела к антигену (стрептолизину) бета-гемолитического стрептококка группы А. Используется в диагностике ревматизма.
- Ревмофактор (ревматоидный фактор) — вид антител, находящийся в крови многих больных аутоиммунными заболеваниями (ревматизм, ревматоидный артрит, системная красная волчанка, склеродермия и др.).
- СРБ (C-реактивный белок) — неспецифичный индикатор воспаления в организме.
- Щелочная фосфатаза — катализирует отщепление фосфорной кислоты от её органических соединений; название получила в связи с тем, что оптимум рН щелочной фосфатазы лежит в щелочной среде (рН 8,6—10,1). Фермент расположен на клеточной мембране и принимает участие в транспорте фосфора. Катализирует гидролиз сложных эфиров фосфорной кислоты и органических соединений. Самая высокая концентрация ЩФ обнаруживается в костной ткани (остеобластах), гепатоцитах, клетках почечных канальцев, слизистой кишечника и плаценте. Увеличение активности щелочной фосфатазы сопровождает рахит любой этиологии, болезнь Педжета, костные изменения, связанные с гиперпаратиреозом. Быстро растет активность фермента при остеогенной саркоме, метастазах рака в кости, миеломной болезни, лимфогранулематозе с поражением костей. У детей содержание щелочной фосфатазы в норме выше, чем у взрослых до периода полового созревания. Значительное увеличение активности щелочной фосфатазы наблюдается при холестазе. Щелочная фосфатаза в противоположность аминотрансферазам остается нормальной или незначительно увеличивается при вирусном гепатите. Резко возрастает её активность при отравлениях алкоголем на фоне хронического алкоголизма. Она может повышаться при лекарственных назначениях, проявляющих гепатотоксический эффект (тетрациклин, парацетамол, фенацетин, 6-меркаптопурин, салицилаты и др.). Приблизительно у половины больных инфекционным мононуклеозом на первой неделе заболевания отмечается повышение активности щелочной фосфатазы. У женщин, принимающих противозачаточные препараты, содержащие эстроген и прогестерон, может развиться холестатическая желтуха и повышается активность щелочной фосфатазы. Очень высокие цифры активности фермента наблюдаются у женщин с преэклампсией, что является следствием повреждения плаценты. Низкая активность щелочной фосфатазы у беременных говорит о недостаточности развития плаценты. Помимо названных, повышение активности щелочной фосфатазы выявляется при следующих заболеваниях и состояниях: повышенном метаболизме в костной ткани (при заживлении переломов), первичном и вторичном гиперпаратиреозе, остеомаляции, «почечном рахите», обусловленном витамин-Д-резистентным рахитом, сочетающимся с вторичным гиперпаратиреозом, цитомегаловирусной инфекции у детей, внепеченочном сепсисе, язвенном колите, регионарном илеите, кишечных бактериальных инфекциях, тиреотоксикозе. Снижение активности фермента отмечается при гипотиреозе, цинге, выраженной анемии, квашиоркоре, гипофосфатаземии.
- Белковые фракции: альбумин — нормальный уровень у взрослых составляет от 35 до 50 г/л, для детей в возрасте менее 3-х лет нормальный уровень — в пределах 25—55 г/л; альфа—1-глобулины — во фракцию входят альфа—1-антитрипсин, альфа—1-липопротеин, кислый альфа—1-гликопротеин. Норма 2,1—3,5 г/л; альфа—2-глобулины — во фракцию входят альфа—2-макроглобулин, гаптоглобин, аполипопротеины А,В,С, церулоплазмин. Норма 5,1—8,5 г/л; бета-глобулины — во фракцию входят трансферрин, гемопексин, компоненты комплимента, иммуноглобулины и липопротеины. Норма 6,0-9,4 г/л; гамма-глобулины — во фракцию входят иммуноглобулины G, A, M, D, E. Норма 8,0—13,5 г/л.
- Кальций — способствует нормальному функционированию сердечно-сосудистой системы и нервной системы. Норма: 2,15—2,50 ммоль/л.
- Калий — регулирует водный баланс и нормализует ритм сердца. Норма:

| Возраст             | ммоль/л |
| ------------------- | ------- |
| до 12 мес           | 4,1—5,3 |
| от 12 мес до 14 лет | 3,4—4,7 |
| старше 14 лет       | 3,5—5,5 |

- Натрий — Регулируют объём внеклеточной жидкости, осмотическое давление. Норма: 136—145 ммоль/л.
- Хлор — Регулирует кислотно-щелочной баланс крови и поддерживает осмотическое давление. Норма: 98—107 ммоль/л.
- Железо — Участвует в процессе связывания, переноса и передачи кислорода. Норма:

| Возраст               | мкмоль/л    |
| --------------------- | ----------- |
| до 12 мес             | 7,16—17,90  |
| от 12 мес до 14 лет   | 8,95—21,48  |
| мужчины старше 14 лет | 11,64—30,43 |
| женщины старше 14 лет | 8,95—30,43  |